# 伊藤マサミ
伊藤 マサミ（いとう まさみ、1982年7月3日 - ）は、日本の男性脚本家、演出家、俳優、アクションディレクター。本名、伊藤正巳（読み同じ）。
妻の舞原鈴は伊藤自身の主催する劇団『進戯団 夢命クラシックス』所属で、2017年4月11日の自身のブログで結婚したことを報告した。
所属は進戯団 夢命クラシックス（主宰）、bpm（演出部）、G-S.A.C.（幹部）。
山形県出身。山形学院高等学校卒業、学校法人東京アナウンス学院卒業。血液型はO型。

## 経歴・人物
- 主に俳優として映像・舞台・イベント等に出演する。
- 自身の劇団では舞台脚本・舞台演出を務め、自ら俳優としても出演する。
- 幼少よりアクションに興味を持ち、現在も振付・構成・自らが出演等、アクションには幅広く精通している。
- 2007年より、ハイブリッド・アミューズメント・ショウ　bpmに参加する。
- また、同年に、G-S.A.C.にも参加
- 身長 165cm(プロフィール上は168.5cm)／体重 58kg
- B 83cm／W 71cm／H 87cm／S 26cm
- 特技　デザイン(衣装・キャラクター)／アクロバット／アクション／ボーカル/弾き語り
- 趣味　ドライブ／作詞・作曲
- 資格・免許　少林寺拳法初段／菊地剣友会殺陣初段
- 独特のファッションセンスを持っておりbpmのイベントでは自身のファッションショーを行っている。
- 服の一番のポイントは「袖無し」
- 「NO NO-SLEEVE NO LIFE」の先駆者。

## 主な活動

### 舞台

#### 進戯団 夢命クラシックス
劇団オリジナル作品
- 進戯団 夢命クラシックス#1　『ハッソウ　prelude』（アートスペースプロット） - 作・演出・出演
- 進戯団 夢命クラシックス#2　『イーストエンド．アットホーム．オブ．リバースエッジ』（スタジオ・アルシェ） - 作・演出・出演
- 進戯団 夢命クラシックス#3　『マ・テ・リ・ヤ』（スタジオあくとれ） - 作・演出・出演
- 進戯団 夢命クラシックス#4　『「ku-gu-tu」』（アイピット目白） - 作・演出・出演
- 進戯団 夢命クラシックス#5　『花音〜canon〜』（ウエストエンドスタジオ） - 作・演出・出演＠
- 進戯団 夢命クラシックス#6　『ブロッサム・セレナーデ〜よしのと魔王〜』（大塚萬劇場） - 作・演出・出演
- 進戯団 夢命クラシックス#7　『Believe』（アトリエフォンテーヌ） - 作・演出・出演
- 進戯団 夢命クラシックス#7.5　『トワイライト・フォア・クローバー・ジェネシス』（銀座小劇場） - 作・演出・出演
- 進戯団 夢命クラシックス#8　『Equal』（大塚萬劇場） - 作・演出・出演
- 進戯団 夢命クラシックス#9　『雅貴とクダンの奇妙な夜』（新宿シアターモリエール） - 作・演出
- 進戯団 夢命クラシックス#11 『Lullaby』（2011年11月9日 - 13日、新宿SPACE107）
- 進戯団 夢命クラシックス #28 20周年記念公演『Since Memory Chronicles』（2024年12月12日 - 15日、シアターサンモール） - 脚色・演出・出演[2]

07th Expansion作品
- 『雛見沢停留所〜ひぐらしのなく頃に原典〜』（2015年8月26日 - 30日、八幡山ワーサルシアター） - 構成・演出・出演
- 『ROSE GUNS DAYS』シリーズ - 脚色・演出・出演
  - vol.2「-Season1-」（2016年9月21日 - 25日、俳優座劇場）
  - vol.3「-Season2-」（2017年12月6日 - 10日、ラゾーナ川崎プラザソル）
  - vol.4「-Season3-」（2018年3月7日 - 31日、シアターサンモール）
  - vol.5「Last Season」（2018年12月28日 - 31日、シアターサンモール）
- vol.6 『ひぐらしのなく頃に〜流・明〜』（2019年7月24日 - 28日、ラゾーナ川崎プラザソル） - 脚色・演出
- 『うみねこのなく頃に〜Stage of the golden Witch〜』シリーズ - 脚色・演出
  - vol.7「Episode1」（2022年3月31日 - 4月3日、CBGKシブゲキ!!）
  - vol.8「Episode2」（2023年9月7日 - 10日、こくみん共済 coop ホール / スペース・ゼロ）
  - vol.9「Episode3」（2024年2月22日 - 25日、こくみん共済 coop ホール / スペース・ゼロ）
  - vol.10「Episode4」（2024年9月6日 - 9日、こくみん共済 coop ホール / スペース・ゼロ）
  - vol.11「Episode5」（2025年2月20日 - 25日、こくみん共済 coop ホール / スペース・ゼロ）

#### 外部出演
- DMF『メトロノウム』（中野ザ・ポケット） - チェシャ 役
- bpm『Quick Draw』（シアターアプル） - 逃げ腰ジャックス 役
- bpm『聖の夜』（ウッディシアター中目黒） - 二宮 役 / 演出助手
- bpm『ネバーランド☆A GO!GO!』（新宿SPACE107） - ドーピー 役 / 演出助手
- bpm『池田屋チェックイン』 - 近藤周平 役 / 演出助手
- DNAproduce『ニンニクノ心』（シアターサンモール） - ミズチ 役
- サンディ『飛行機雲〜DJから特攻隊へ愛をこめて〜』（東京芸術劇場） - 演出助手 / アクション振り付け
- 『音楽舞闘会 黒執事 〜その執事、友好〜』（池袋サンシャイン劇場） - ソーマ 役 / 演出補
- VISUALIVE『ペルソナ4』（池袋サンシャイン劇場） - 足立 透 役
- VISUALIVE『ペルソナ4』the EVOLUTION（天王洲 銀河劇場） - 足立 透 役 / 演出助手
- 舞台『おやすみジャック・ザ・リッパー』（2016年4月、博品館劇場） - ウルフ 役[3]

#### 外部演出
- TWIN-BEATプロデュース『アヴェ・マリターレ!』（全労済ホール スペース・ゼロ） - 演出補
- TWIN-BEATプロデュース『真夏論』（新宿村LIVE） - 演出
- bpm『シーサイド・スーサイド』『ハイカラ』（全労済ホール スペース・ゼロ） - 演出補
- 舞台版『心霊探偵八雲』 - 演出
  - 舞台版『心霊探偵八雲 いつわりの樹』（再演）（2013年8月21日 -  28日、青山円形劇場）
  - 舞台版『心霊探偵八雲 祈りの柩』（2015年2月11日 - 22日、新国立劇場 小劇場 / 2月27日 - 3月1日、ABCホール）
  - 舞台版『心霊探偵八雲 裁きの塔』（2017年5月31日 - 6月11日、品川プリンスホテル クラブeX / 6月16日 - 18日、大阪ビジネスパーク 円形ホール）[4]
- Kiramune Presents リーディングライブ
  - 悪魔のリドル〜escape 6〜（2013年10月26日 - 27日、舞浜アンフィシアター） - 演出
  - 5コントローラーズ+1 - 演出
    - 初演（2014年10月25日 - 26日、舞浜アンフィシアター）
    - 再演（2023年4月1日 - 2日、立川ステージガーデン）

  - OTOGI狂詩曲
    - 初演（2015年10月24日 - 25日、舞浜アンフィシアター） - シナリオ・演出
    - 再演（2021年7月3日、森のホール21） - 脚本・監修

  - パンプキンファームの宇宙人（2016年10月29日 - 30日、舞浜アンフィシアター） - 演出
  - Be-Leave - 演出
    - 初演（2017年10月28日 - 29日、舞浜アンフィシアター）
    - 再演（2022年4月16日 - 17日、舞浜アンフィシアター）

  - カラーズ（2018年10月27日 - 28日、舞浜アンフィシアター） - 演出
  - 密室の中の亡霊 幻視探偵 - 演出
    - 初演（2019年10月19日 - 20日、オリックス劇場 / 26日 - 27日、舞浜アンフィシアター）
    - 再演（2024年4月13日 - 14日、舞浜アンフィシアター）

  - 作るカノジョと僕らのテ（2020年10月24日 - 25日、舞浜アンフィシアター / 10月31日 - 11月1日、オリックス劇場） - 演出
  - ハコクの剣（2021年10月16日 - 17日、オリックス劇場 / 10月23日 - 24日、舞浜アンフィシアター） - 演出
  - 魔法の呪文はガン・マビ・レーテ（2022年10月15日 - 16日、オリックス劇場 / 10月22日 - 23日、立川ステージガーデン） - 演出
  - 天穹のラビアス（2023年10月7日 - 8日、立川ステージガーデン / 10月14日 - 15日、オリックス劇場） - 演出
  - 幻視探偵 -笹嘉神島の殺人-（2024年10月19日 - 20日、オリックス劇場 / 10月26日 - 27日、TOKYO DOME CITY HALL） - 演出
- Live Performance Stage『チア男子!!』（2016年12月9日 - 18日、AiiA 2.5 Theater Tokyo） - 脚本・演出[5]
- B-PROJECT on STAGE 『OVER the WAVE!』（2017年7月28日 - 8月6日、天王洲銀河劇場） - 演出[6]
- ミラクル☆ステ―ジ『サンリオ男子』 - 演出
  - ミラクル☆ステ―ジ『サンリオ男子』（2018年11月29日 - 12月9日、天王洲銀河劇場）
  - ミラクル☆ステ―ジ『サンリオ男子』 ～ハーモニーの魔法～（2019年11月8日 - 17日、品川プリンスホテル クラブeX）
- イケメン戦国 THE STAGE - 脚本・演出
  - 番外編～はじまりの物語～（2019年12月26日 - 30日、銀座博品館劇場）[7]
  - ～連合軍VS“戦乱の亡者”雑賀孫一編～（2022年8月18日 - 23日、ヒューリックホール東京）[8]
- 闇劇「獄都事変」（2020年7月11日 - 19日、新宿FACE） - 脚本・演出
- 舞台「CharadeManiacs」（2020年10月3日 - 11日、ラゾーナ川崎プラザソル） - 脚本
- ジュエルステージ『オンエア！』 - 演出
  - ジュエルステージ『オンエア！』（2022年6月3日 - 12日、東京ドームシティ シアターGロッソ）[9]
  - ジュエルステージ『オンエア！』～Unit Story side Prid's～（2022年11月11日 - 27日、Mixalive TOKYO Theater Mixa）[10]
- 「Dr.STONE」THE STAGE ～SCIENCE WORLD～ - 演出
  - 初演（2022年7月9日 - 13日、サンシャイン劇場）[11]
  - 再演（2023年9月2日 - 10日、品川プリンスホテル ステラボール / 9月15日 - 18日、AiiA 2.5 Theater Kobe）[12]
- ミュージカル「ウインドボーイズ！」（2022年12月22日 - 27日、シアター1010） - 脚本・作詞[13]

### テレビアニメ
- CØDE:BREAKER（2012年） - クラスメイト 役
- あんさんぶるスターズ!（2019年） - 瀬名泉 役[14]

### 劇場アニメ
- あんさんぶるスターズ!!-Road to Show!!-（2022年） - 瀬名泉 役[15]

### ゲーム
- あんさんぶるスターズ!（2015年4月28日、Android / iOS） - 瀬名泉 役[16]
  - あんさんぶるスターズ!! Basic / Music（2020年3月15日）[17]
- ひぐらしのなく頃に奉（2018年7月26日、Nintendo Switch） - 新田博昭 役[18]

## ディスコグラフィ

### キャラクターソング
| 発売日         | 商品名                                                             | 歌                     | 楽曲                                               | 備考                                                     |
| -------------- | ------------------------------------------------------------------ | ---------------------- | -------------------------------------------------- | -------------------------------------------------------- |
| 2015年10月28日 | あんさんぶるスターズ！ ユニットソングCD Vol.2 Knights              | Knights                | 「Voice of Sword」 「Checkmate Knights」           | ゲーム『あんさんぶるスターズ！』関連曲                   |
| 2016年10月26日 | あんさんぶるスターズ！ ユニットソングCD 2nd Vol.03 Knights         | Knights                | 「Silent Oath」 「Fight for Judge」                | ゲーム『あんさんぶるスターズ！』関連曲                   |
| 2017年8月9日   | あんさんぶるスターズ！ ユニットソングCD 3rd Vol.02 Knights         | Knights                | 「Article of Faith」 「Knights the Phantom Thief」 | ゲーム『あんさんぶるスターズ！』関連曲                   |
| 2018年5月30日  | あんさんぶるスターズ！アルバムシリーズ Knights                     | Knights                | 「Grateful allegiance」                            | ゲーム『あんさんぶるスターズ！』関連曲                   |
| 2018年5月30日  | あんさんぶるスターズ！アルバムシリーズ Knights                     | 瀬名泉（伊藤マサミ）   | 「Ironic Blue」                                    | ゲーム『あんさんぶるスターズ！』関連曲                   |
| 2019年8月14日  | Stars' Ensemble!                                                   | 夢ノ咲ドリームスターズ | 「Stars' Ensemble!」                               | テレビアニメ『あんさんぶるスターズ！』オープニングテーマ |
| 2020年2月26日  | あんさんぶるスターズ！ EDテーマ集 VOL.06                           | Knights                | 「Promise Swords」                                 | テレビアニメ『あんさんぶるスターズ！』エンディングテーマ |
| 2020年8月26日  | BRAND NEW STARS!!                                                  | ESオールスターズ       | 「BRAND NEW STARS!!」                              | ゲーム『あんさんぶるスターズ!!』主題歌                   |
| 2020年8月26日  | BRAND NEW STARS!!                                                  | ESオールスターズ       | 「Walk with your smile」                           | ゲーム『あんさんぶるスターズ!!』関連曲                   |
| 2021年1月27日  | あんさんぶるスターズ!! シャッフルユニットソングコレクション vol.01 | XXVeil                 | 「Midnight Butlers」                               | ゲーム『あんさんぶるスターズ!!』関連曲                   |
| 2021年4月7日   | あんさんぶるスターズ!! ESアイドルソング season1 Knights            | Knights                | 「Little Romance」 「BRAND NEW STARS!!」           | ゲーム『あんさんぶるスターズ!!』関連曲                   |
| 2021年6月23日  | FUSIONIC STARS!!                                                   | ESオールスターズ       | 「FUSIONIC STARS!!」                               | ゲーム『あんさんぶるスターズ!!』関連曲                   |
| 2022年1月22日  | あんさんぶるスターズ!! FUSION UNIT SERIES 06 流星隊 × Knights      | 流星隊、Knights        | 「青春Emergency」                                  | ゲーム『あんさんぶるスターズ!!』関連曲                   |
| 2022年1月22日  | あんさんぶるスターズ!! FUSION UNIT SERIES 06 流星隊 × Knights      | Knights                | 「FUSIONIC STARS!!」                               | ゲーム『あんさんぶるスターズ!!』関連曲                   |
| 2024年6月26日  | Stars' Ensemble!                                                   | 夢ノ咲ドリームスターズ | 「Stars' Ensemble!」                               | ゲーム『あんさんぶるスターズ!!』関連曲                   |
| 2024年6月26日  | BRAND NEW STARS!!                                                  | ESオールスターズ       | 「BRAND NEW STARS!!」 「Walk with your smile」     | ゲーム『あんさんぶるスターズ!!』関連曲                   |
| 2024年6月26日  | FUSIONIC STARS!!                                                   | ESオールスターズ       | 「FUSIONIC STARS!!」                               | ゲーム『あんさんぶるスターズ!!』関連曲                   |